# Озетт (річка)
Озетт (англ. Ozette) — невелика річка у США, на західній півночі штату Вашингтон, в межах округу Клеллам. Бере початок від північної частини озера Озетт, впадає у Тихий океан. В низовині річка протікає по території резервації Озетт індіанців мака. Долина річки вкрита лісами. Площа басейну — 200,7 км² (77,5 кв. миль).:97
Витрата води залежить від пори року, найбільша навесні — до максимум 42 м³/с, найменший наприкінці літа — 1 м³/с (данні 1978 року). :14 В річку впадає кілька приток. Довжина — близько 6 км.
В річці нерестяться кета і чавича. В річкову систему Озетте, що включає в себе власне річку Озетт, озеро Озетте і озерні притоки, можуть пройти риби роду тихоокеанський лосось, такі як нерка, чавича, кижуч, кета. Серед факторів, що обмежують, розмноження риб тихоокеанського лосося, можна назвати такі — тепла вода річки влітку, природні перешкоди, надмірний вилов риби у гирлі річки Озетт (данні 1980 року).:12
Річка була місцем риболовлі індіанців мака, однак до середини 1970-х років вилов риби різко знизився.:8